# اراتو ۶۲

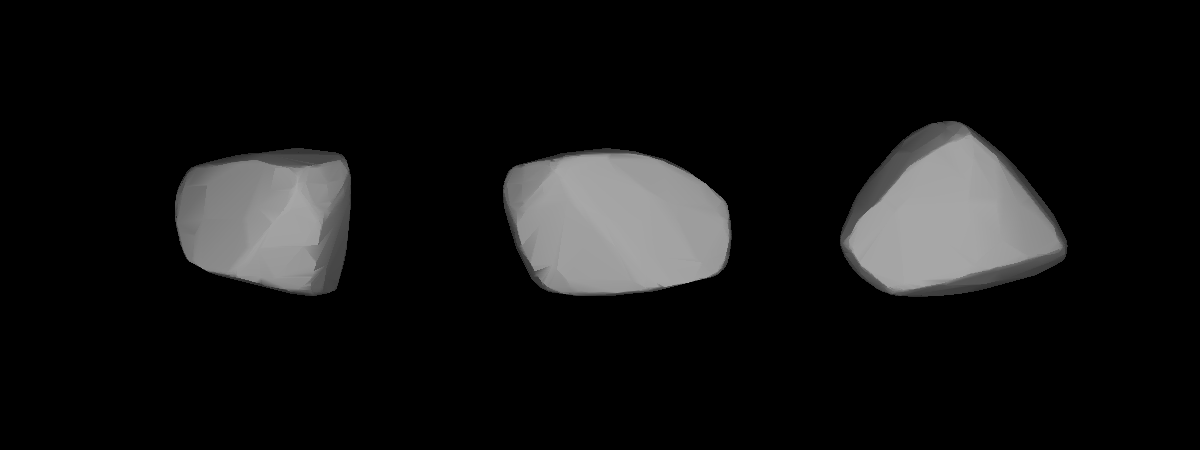
یک مدل سه بعدی از 62 Erato که با استفاده از تکنیک‌های وارونگی منحنی نور محاسبه شده است.

سیارک ۶۲ (به انگلیسی: 62 Erato) شصت و دومین سیارک کشف شده‌است که در ۱۴ سپتامبر ۱۸۶۰ و در برلین کشف شد.
قدر مطلق سیارک برابر ۸٫۷۶ است.